# Jenny Shimizu
Jenny Shimizu, née le 16 juin 1967 à San José, est une mannequin et actrice nippo-américaine.

## Biographie

### Enfance et formation
Elle est née à San José.

### Carrière
Elle commence en tant que mécanicienne.
Elle est aussi mannnequin.

## Récompenses et distinctions
En 1994, elle fait partie de la liste des 100 personnalités du magazine Out.

## Filmographie
- 1996 : Foxfire de Annette Haywood-Carter, rôle : Goldie Goldman
- 2007 : Itty Bitty Titty Committee : Laurel
- 2007 : Curl Girls (6e épisode) : elle-même
- 2007 : Dante's Cove (série TV) de Michael Costanza, rôle : Elena
- 2011 : Bob's New Suit : Marlena
- 2019 : House of Cardin (en) : elle-même

## Vie privée
Jenny Shimizu est ouvertement lesbienne et milite pour les droits LGBT,. Elle a une allure androgyne, et a eu des relations avec Angelina Jolie et Madonna.
En 2012, elle rencontre sa future femme Michelle Harper lors d'une fête. Elles se marient en 2014.